# Iberia Parish
Iberia Parish (franska: Paroisse de l'Ibérie) är ett administrativt område, parish, i delstaten Louisiana, USA. År 2010 hade området 73 240 invånare. Den administrativa huvudorten är New Iberia. 
Tabasco produceras på Avery Island som ligger i countyt. 

## Geografi
Enligt United States Census Bureau har countyt en total area på 2 670 km². 1 490 av den arean är land och 1 180 km² är vatten.

### Angränsande områden
- Saint Martin Parish - norr, söder
- Iberville Parish - nordost
- Assumption Parish - öster
- Saint Mary Parish - sydost
- Mexikanska golfen - syd
- Vermilion Parish - väst
- Lafayette Parish - nordväst